# 大牛店镇
大牛店镇，是中华人民共和国山西省忻州市原平市下辖的一个乡镇级行政单位。

## 行政区划
大牛店镇下辖以下地区：
芦西村、西营村、神山一村、神山二村、神山三村、神山四村、下默都村、东野庄村、上默都村、大牛堡村、施家野庄村、大牛店村、阳武一村、阳武二村、北大牛村、南大牛村、谭家尧村、南泉村、上阳武村、沙峪村、第四沟村、犁井村、沿长会村、水泉村、芦庄村、孙家坪村、浮图寺村和磊北村。